# استرلینگ سیلیفنت
استرلینگ سیلیفنت (انگلیسی: Stirling Dale Silliphant؛ ۱۶ ژانویه ۱۹۱۸ – ۲۶ آوریل ۱۹۹۶) یک فیلم‌نامه‌نویس، تهیه‌کننده، و کارگردان اهل ایالات متحده آمریکا بود.

## فیلم‌شناسی
- در گرمای شب
- چارلی
- ردیف متهمان
- فلوت خاموش
- The Slender Thread
- شفت در آفریقا

## مرگ
او بر اثر سرطان پروستات درگذشت. 